# Irrlicht (Band)
Irrlicht ist eine Schweizer Band, die 1996 gegründet wurde.

## Bandgeschichte
Mit Präsentation des Albums End.Klang 2005 wurde Gründungsmitglied Markus Meier (wie auch Nathan Plancherel) verabschiedet. Durch den nunmehr alleinigen Gesang von Daniela Dietz (ehemals Sängerin bei Illuminate) und das Fehlen von Meiers prägendem Sprechgesang und seinen Texten, wurde eine Veränderung im Stil deutlich.
Im Oktober 2006 fand nach fast zwei Jahren wieder ein Konzert statt, bei dem die aktuellen Bandmitglieder erstmals zu hören waren. Im Dezember 2007 erschien das Album Bilderbuch, welches ein positives Echo in der Presse fand. Erwähnenswert dabei war die Wahl zur "CD des Monats Dezember" bzw. Platz vier der Jahrescharts von DepecheMode.ch.
Am 9. Januar 2009 feierte die Band im Dynamo-Club Zürich ihr zehnjähriges Bühnenjubiläum, wobei auch alle nicht mehr aktiven Bandmitglieder nochmals für einen Abend gemeinsam live zu sehen waren.
2010 meldete sich die Band mit dem Album Pygmalion zurück. Aufgrund eines Wechsels das Labels bzw. Vertriebs (Danse Macabre bzw. Alive!) wurde die CD jedoch zurückgezogen und im Herbst 2011 nochmals neu veröffentlicht. Im Februar 2012 folgte mit Collection 1997–2011 ein Best Of, welches den Werdegang der Band dokumentiert.
Mit dem Album Près du miroir veröffentlichte die Band im Oktober 2014 erneut neues Material. Die daraus ausgekoppelten Single Dans ce miroir platzierte sich die Band im Oktober/November 2014 in der DAC (Deutsche Alternative Charts).
Mit einer EP 2017 (Bleiben Werden) und einem Album 2020 (Patience) veröffentlichte die Band in grosser Regelmässigkeit weiter Songs.

## Stil
Bis etwa 2001 noch im Umfeld der Neuen Deutschen Todeskunst beheimatet, tendierte die Musik später in Richtung Electro-Pop und deutschsprachigem Pop. Der anfangs ausschließlich männliche, rezitative Sprechgesang wurde von der weiblichen Stimme Daniela Dietz’ abgelöst. Technoide Rhythmen und Electro- bzw. Future-Pop-Elemente ersetzten das ehemals stark von Dark Wave geprägte Stimmungsbild der frühen Jahre.

## Diskografie
- 1997: Armer Narr, töte dich dein Gedanke
- 1998: Kelch der Rose (Maxi)
- 1999: Zeit
- 2000: Gedankensplitter (EP)
- 2001: Garten der Seraphina
- 2003: De/Kadenz
- 2005: End.Klang
- 2005: In die Nacht (Maxi)
- 2007: Bilderbuch
- 2010: Pygmalion
- 2012: Collection 1997–2011
- 2014: Près du miroir
- 2017: Bleiben Werden (EP)
- 2020: Patience
- 2023: Feuerkind